# Pataki Ilona
Pataki Ilona, született Geiger Leonóra (Pest, 1869. szeptember 8. – Bécs, 1909. szeptember 3.) hírlapíró, Pataki Bernát, a Pester Lloyd munkatársának neje. 

## Életútja
Geiger Dávid Jakab tőzsdeügynök és Langer Kornélia lánya. 1887. szeptember 4-én Pataki Bernát neje lett és félév múlva férjével Párizsba költözött, ahonnan divattudósításokat írt a bécsi Fremdenblattba Mouche álnév alatt. Férjének halála (1893. április 9.) után Bécsbe költözött, ahol mint hírlapíró a Fremdenblatt, a Wiener Abendblatt, a Neue Freie Presse és más bécsi lapoknál működött; többnyire divattudósításokat írt.
Sírja a bécsi Zentralfriedhof régi zsidó temetőrészén található.

## Munkája
- Die Kunst schön zu bleiben. Mit einem Lexikon der Schönheitspflege. Wien, 1897. (4. kiadás)